# Miasta w Kirgistanie
Według danych oficjalnych pochodzących z 2012 roku Kirgistan posiadał ponad 20 miast o ludności przekraczającej 9 tys. mieszkańców. Stolica kraju Biszkek jako jedyne miasto liczyło ponad pół miliona mieszkańców; 1 miasto z ludnością 100÷500 tys.; 4 miasta z ludnością 50÷100 tys.; 5 miast z ludnością 25÷50 tys. oraz reszta miast poniżej 25 tys. mieszkańców.

## Największe miasta w Kirgistanie
Największe miasta w Kirgistanie według liczebności mieszkańców (stan na 01.01.2013):
| L.p. | Miasto                 | Obwód         | Liczba ludności |
| ---- | ---------------------- | ------------- | --------------- |
| 1.   | Biszkek (Бишкек)       | Biszkek       | 880 700         |
| 2.   | Osz (Ош)               | oszyński      | 235 000         |
| 3.   | Dżalalabad (Жалалабат) | dżalalabadzki | 94 300          |
| 4.   | Karakoł (Каракол)      | issykkulski   | 67 700          |
| 5.   | Tokmok (Токмок)        | czujski       | 55 800          |
| 6.   | Özgön (Өзгөн)          | oszyński      | 52 100          |
| 7.   | Bałykczy (Балыкчы)     | issykkulski   | 43 900          |
| 8.   | Kara-Bałta (Карабалта) | czujski       | 40 400          |
| 9.   | Naryn (Нарын)          | naryński      | 36 400          |
| 10.  | Tałas (Талас)          | tałaski       | 34 100          |

## Alfabetyczna lista miast w Kirgistanie
(w nawiasie nazwa oryginalna w języku kirgiskim)
- Ajdarken (Айдаркен)
- Bałykczy (Балыкчы)
- Batken (Баткен)
- Biszkek (Бишкек)
- Czołpon-Ata (Чолпоната)
- Dżalalabad (Жалалабат)
- Isfana (Исфана)
- Kadamdżaj (Кадамжай)
- Kajyngdy (Кайыңды)
- Kant (Кант)
- Kara-Bałta (Карабалта)
- Kara-Köl (Каракөл)
- Karakoł (Каракол)
- Kara-Suu (Карасуу)
- Kemin (Кемин)
- Kerben (Кербен)
- Koczkor-Ata (Кочкората)
- Kök-Dżanggak (Көкжаңгак)
- Kyzył-Kyja (Кызылкыя)
- Majłuu-Suu (Майлуусуу)
- Naryn (Нарын)
- Nookat (Ноокат)
- Orłowka (Орловка)
- Osz (Ош)
- Özgön (Өзгөн)
- Sülüktü (Сүлүктү)
- Szopokow (Шопоков)
- Tałas (Талас)
- Tasz-Kömür (Ташкөмүр)
- Toktoguł (Токтогул)
- Tokmok (Токмок)